# Воениздат
Военное издательство Министерства обороны Российской Федерации, в советское время Ордена Трудового Красного Знамени Военное издательство Министерства обороны СССР — одно из старейших и крупнейших в СССР и России государственных издательств.
Сокращённые названия — Воениздат, ВИ.

## Предназначение
Издательство выпускает служебную (открытую и закрытую) литературу для нужд Минобороны России, заказную, печатную продукцию для других министерств и ведомств, общественных организаций и частных лиц, а также собственные книги и плакаты.
Также издаёт художественную и историческую литературу, словари и справочники.

## История
25 октября 1919 года приказом Реввоенсовета Республики в составе Политического управления (ПУР) Реввоенсовета в Москве был учреждён Литературно-издательский отдел под названием Литиздат ПУР, с которого и начинается история Военного издательства.
В 1924 году преобразован в Государственное военное издательство (ВОЕНГИЗ), входившее в ОГИЗ.

ПО УПРАВЛЕНИЮ ВОЕННОГО ИЗДАТЕЛЬСТВА
В плане выпуска книг Воениздатом необходимо предусмотреть издание литературы по таким актуальным вопросам боевой подготовки армии, как-то: по общей тактике, тактике мелких подразделений, службе штабов, службе тыла и по армиям сопредельных с нами стран, а также справочной литературы для начсостава специальных родов войск.
Аппарат Воениздата требует укрепления как путем освобождения его от негодных работников, так и пополнения квалифицированными военно-редакторскими кадрами.

Должна быть ликвидирована практика растранжиривания средств на всякого рода авансы авторам за ненаписанные труды и гонорары за недоброкачественные рукописи. ...— Акт о приёме наркомата обороны СССР тов. Тимошенко С. К. от тов. Ворошилова К. Е. по состоянию на 1 мая 1940 года
В 1936 году Военгиз перешёл в ведение военного ведомства СССР. Издательство было переименовано в Военное издательство Наркомата обороны СССР и проработало под этим именем до 1946 года.
Указом Президиума Верховного Совета СССР от 22 февраля 1968 года за плодотворную работу по изданию военной, политической и художественной литературы в СССР и в связи с 50-летием Советской армии и Военно-морского флота ВС Союза ССР Военное издательство было награждено орденом Трудового Красного Знамени.
Выпускались различные серии книг: «Военные мемуары», «Рассказывают фронтовики» и другие.
В системе Госкомиздата СССР в 1980-х гг. издательство входило в главную редакцию общественно-политической литературы. Адрес издательства на 1987 год: 103160, Москва, улица Зорге, 1. В 1979—1990 гг. показатели издательской деятельности издательства были следующие:
|                                       | 1979     | 1980     | 1981     | 1985     | 1987     | 1988    | 1989     | 1990     |
| ------------------------------------- | -------- | -------- | -------- | -------- | -------- | ------- | -------- | -------- |
| Кол-во книг и брошюр, печатных единиц | 1267     | 1208     | 1326     | 1456     | 1354     | 1261    | 1105     | 957      |
| Тираж, млн экз.                       | 23,5373  | 24,5394  | 27,2985  | 24,6353  | 25,7749  | 23,9645 | 20,956   | 16,6411  |
| Печатных листов-оттисков, млн         | 325,3176 | 332,4842 | 301,5851 | 319,8733 | 299,7335 | 313,237 | 286,4784 | 243,7579 |

С 1992 года Воениздат — Федеральное государственное унитарное предприятие.
В 2008 году издательством создан сайт voenizdat.com.
В 2009 году, ФГУП «Военное издательство Министерства обороны Российской Федерации» преобразовано в ОАО «Военное издательство» («Воениздат») с включением в состав акционерного общества «Красная звезда».

## Серии
- Библиотека юношества;
- Библиотечная серия;
- Военные мемуары;
- Героическое прошлое нашей родины;
- Гражданская оборона СССР;
- Советские полководцы и военачальники;
- Советский образ жизни. Основные черты, содержание, преимущества.